# Magyar Demokrata
Magyar Demokrata (deutsch: „Die Ungarisch-Demokratische“) ist eine rechtsradikale ungarische Wochenzeitung. Sie erscheint jeden Mittwoch mit einer Auflage von etwa 32.000 Exemplaren (4. Quartal 2008) und ist damit die drittgrößte Wochenzeitung Ungarns nach der liberalen Heti Világgazdaság („Wöchentliche Weltwirtschaft“) und der postkommunistischen 168 Óra („168 Stunden“). Der Chefredakteur ist András Bencsik, ein antikommunistischer Journalist jüdischer Abstammung.

## Weblink
- Website der Zeitung. Abgerufen am 4. Februar 2009 (ungarisch).